# Убаира
Убаира (порт. Ubaíra)  —  город и муниципалитет в Бразилии, входит в штат Баия. Составная часть мезорегиона Юго-центральная часть штата Баия. Входит в экономико-статистический микрорегион Жекие. Население составляет 20 439 человек на 2006 год. Занимает площадь 762,404 км². Плотность населения — 26,8 чел./км².
Праздник города — 30 июня.

## Статистика
- Валовой внутренний продукт на 2003 год составляет 45 997 383,00 реалов (данные: Бразильский институт географии и статистики).
- Валовой внутренний продукт на душу населения на 2003 год составляет 2242,57 реалов (данные: Бразильский институт географии и статистики).
- Индекс развития человеческого потенциала на 2000 год составляет 0,624 (данные: Программа развития ООН).

## География
Климат местности: тропический. В соответствии с классификацией Кёппена, климат относится к категории UBA.